# Hundersingen (Herbertingen)
Hundersingen is een plaats in de Duitse gemeente Herbertingen, deelstaat Baden-Württemberg, en telt 956 inwoners.
Op het grondgebied van het dorp ligt de in de 7e eeuw v.Chr. door Kelten gestichte, en als archeologische reconstructie herbouwde nederzetting Heuneburg.